# Guignicourt
Guignicourt è un ex comune francese di 2 169 abitanti situato nel dipartimento dell'Aisne della regione dell'Alta Francia. Il 1º gennaio 2019 è stato fuso con il comune di Menneville per formare il nuovo comune di Villeneuve-sur-Aisne.

## Società

### Evoluzione demografica
Abitanti censiti